# جيك بغ
جيك بغ (Jake Bugg) ولد '''جايكوب يعقوب تشارلز كيندي''' في ال 28 من فبراير 1994، هو مغني وكاتب أغاني بريطاني. أول ألبوم له يحمل اسمه كتبه مع ايان آرتشر، صدر في أكتوبر 2012 ووصل إلى المركز الأول في جدول الألبومات البريطانية. ألبومه الثاني Shangri La، صدر في نوفمبر 2013, والبومه الثالث والذي انتجه بمفردهِ لحد كبير On My One تم اصداره في يونيو 2016.

## النشأة
ولد جيك بيغ في نوتنغهام لأب وأم موسيقيين والذين قد انفصلوا عندما كان صغيراً، كان والده ممرض وامه تعمل في تسويق المبيعات، وكان كلٌ من والديه قد قام بتسجيلات موسيقية سابقاً، نشأ في مقاطعة كليفتون في نوتنغهام وبدأ العزف على الإيتار في سن الثانية عشر، وقد دخل كلية فارنبرة للتكنلوجيا في كليفتون، ذكر في مقابلة له عام 2014 ان الفرقة الأمريكيه ميتاليكا قد كان لها تاثير كبير عليه، كان قد سجل في دورة للتكنلوجيا الموسيقية ولكنه في سن ال16 قرر الانسحاب والبدأ بكتابة وأداء اغانيه الخاصة.

## المسيرة الفنيه

### 2011: بداياتُه
تم اختياره للأداء على «بي بي سي للتقديم» في عام 2011 لمهرجان غلاستونبري وهو في سن ال17 بعد نشره لبعض تسجيلاته في موقعه على الأنترنت، بعدها وضعت اغانيته "Country Song" على مختلف قوائم التشغيل في راديو البي بي سي.

### 2012:جيك بيغ
تم إصدار البومه الأول والذي يحمل اسمه في ال15 من أكتوبر عام 2012 , تحدث الألبوم عنه وعن ظهوره الأول، في ال21 من أكتوبر عام 2012 اغنيته "Tow fingers" أصبحت الأغنية ال28 في المملكة المتحده، بينما البومه حاز على المركز الأول بيانياً في المملكة المتحده، وقد باع البومه 604,100 نسخة في المملكة المتحده، وكان البومه في قائمة أكثر الألبومات مبيعاً لعقد 2010 , في 22 مايو 2012 ظهر جيك في البرنامج الموسيقي لقناة البي بي سي «في وقت لاحق» مع جولس هولندا.

### 2013:شانغريلا
كان جبك في ميلبو يعمل مع ريك روبن وايان ارتشر، وكان يلتقي احياناً ب تشاد سميث من ريد هوت تشيلي بيبرز، من اجل ان يعمل على الطبول في اغانيه ومن بينها Broken , في الثامن من سبتمبر كتب جيك «لقد انتهى الألبوم الثاني، امل انكم جميعاُ بخير!», في الثالث والعشرون من سبتمبر أعلن جيك عن البومه الثاني شانغريلا مع اغنيته المنفرده «ما لايقتلك», وفي الالثامن عشر من نوفمبر 2013 تم الأفراج عن البومه شانغريلا، الألبوم تلقى عموماً تعليقات ايجابية.
اغنيته «انا وأنت» كانت وارده في ان توضع في فيلم الغبي والأغبى

### 2014– «هدية» «اون ماي اون»
في مقابلة عام 2014 أعلن جيك انه قد بدأ العمل على البوم جديد، وقد تم سؤاله ما إذا سيتم الأفراج عن الألبوم في نفس السنه فقال جيك «هذا جمال تسجيل الأغاني، أنت لا تعلم متى سيكون جاهزاً.», لم يحدد ما إذا كان سيعمل مع روبين مرة أخرى لأنه كان في مرحلة كتابة الأغاني، في يوليو 2014 كشف جيك انه بدأ بالفعل العمل على البومه الثالث، تحدث جيك عن البومه الثالث «اون ماي اون» والذي قال انه سيصدر في عام 2016 , كما قال ان الألبوم أكثر قتامة من الألبوم الذي سبقه، وقد تم إصدار الألبوم في يونيو 2016.
Studio albums
- [[2012) [[جيك بغ)
- [[2013) [[شانغريلا)
- [[2016) [[اون ماي اون)

## ظهوره في التلفاز
- في وقت لاحق مع جولس هولندا
- هوتناني
- كونان
- عرض إلين ديجينيرس
- عرض غراهام نورتون
- عرض متأخر مع ديفيد ليترمان
- عرض الليلة مع جاي لينو
- كونان
- في وقت لاحق مع جولس هولندا
- عرض الليلة مع جاي لينو
- عرض غراهام نورتون
- عرض إلين ديجينيرس
- أمريكان أيدول
- عرض الليلة بطولة جيمي فالون
- العرض المباشر مع جيمي كيمل
- عرض متاخر مع سيث مايرز
- عرض أندرو مار

## روابط خارجية
- جيك بغ على موقع IMDb (الإنجليزية)
- جيك بغ على موقع ميتاكريتيك (الإنجليزية)
- جيك بغ على موقع ميوزك برينز (الإنجليزية)
- جيك بغ على موقع رولينغ ستون (الإنجليزية)
- جيك بغ على موقع أول ميوزيك (الإنجليزية)
- جيك بغ على موقع ديسكوغز (الإنجليزية)